# Franz-von-Assisi-Kirche (Wien)

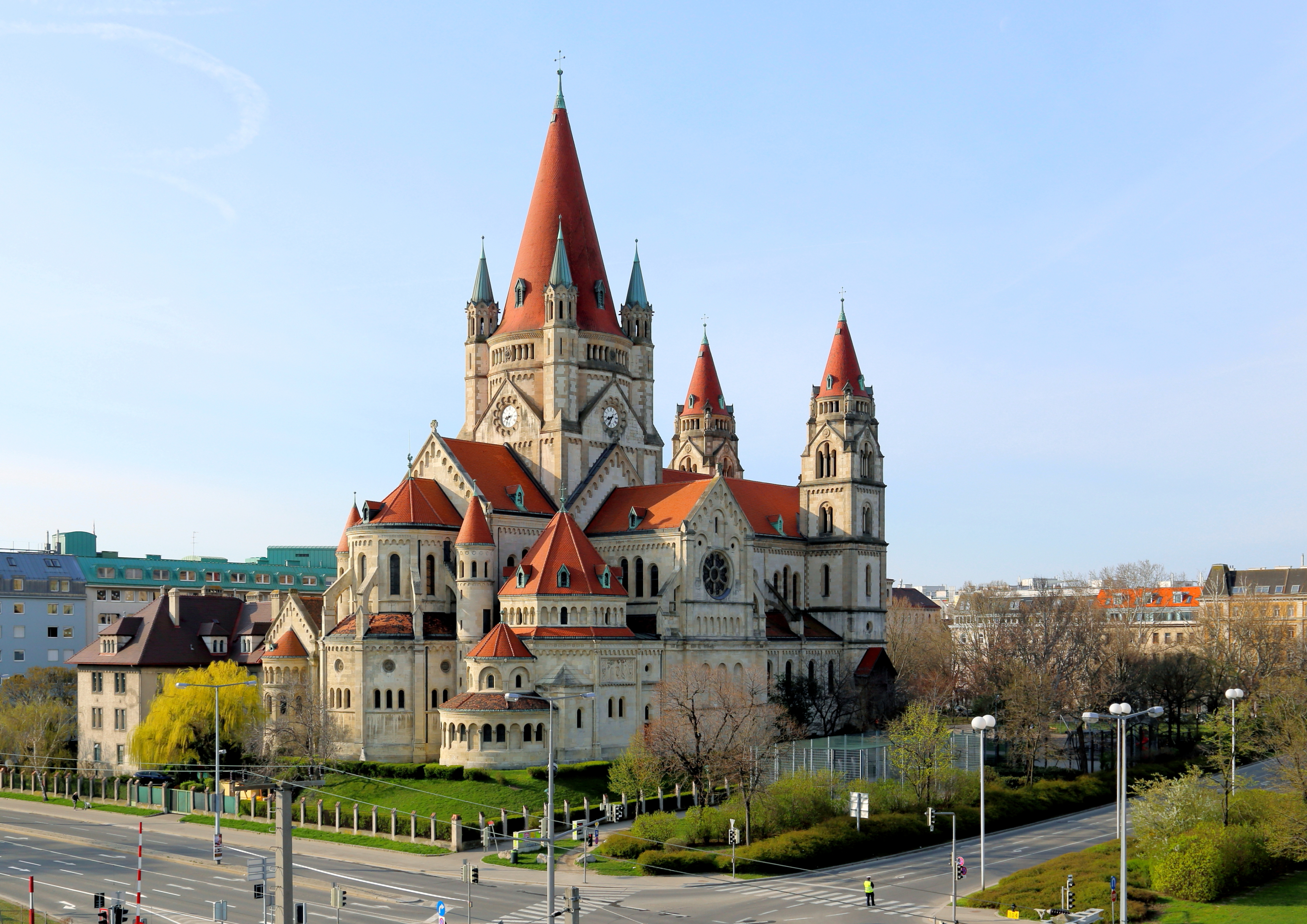
Pfarrkirche hl. Franz von Assisi in der Leopoldstadt

Die Pfarrkirche zum heiligen Franz von Assisi (auch Kaiserjubiläumskirche; umgangssprachlich Mexikokirche) ist eine 1910 fertiggestellte römisch-katholische Pfarrkirche im 2. Wiener Gemeindebezirk Leopoldstadt am Mexikoplatz. Die Pfarre liegt im Dekanat 2/20 des zur Erzdiözese Wien gehörenden Vikariates Wien Stadt. Sie ist dem heiligen Franz von Assisi geweiht. Das Bauwerk steht unter Denkmalschutz.

## Geschichte
Nachdem das durch die erste Wiener Donauregulierung von 1870 bis 1875 neu gewonnene Land schnell besiedelt worden war, fehlte dafür eine eigene Kirche und Pfarre; das Gebiet gehörte vorläufig zur Pfarre Praterstraße. Am 19. März 1898 wurde ein Komitee für den Bau einer großen und repräsentativen Kirche an der Donau gegründet. Der Sakralbau sollte aus Spendenmitteln finanziert und dem 50-jährigen Regierungsjubiläum Kaiser Franz Josefs I. gewidmet werden.
Die Grundsteinlegung erfolgte am 10. Juni 1900 durch Fürsterzbischof Kardinal Anton Josef Gruscha in Gegenwart des Kaisers und von mehr als 100.000 Menschen. Nach dem Tod des Architekten Victor Luntz im Jahr 1903 führte der spätere Dombaumeister August Kirstein den Bau weiter. Finanzielle Probleme verzögerten den Baufortschritt. Der Schlussstein wurde am 10. Juni 1910 gelegt. Die provisorisch fertiggestellte Jubiläumskirche wurde am 2. November 1913 von Fürsterzbischof Friedrich Gustav Piffl im Beisein von Kaiser Franz Josef I., des Thronfolgers Erzherzog Franz Ferdinand, des Bürgermeisters von Wien, Richard Weiskirchner und des Präsidenten des Kirchenbaukomitees, Fürst Carlos Clary und Aldringen (1844–1920), geweiht. Während des Ersten Weltkrieges wurden die Arbeiten an der Kirche unterbrochen und nach Kriegsende wieder aufgenommen. Die Erscheinungsform der Kaiserjubiläumskirche blieb aber bis heute nahezu unverändert. So waren die hölzernen Überdachungen der drei Haupteingänge nur als Provisorium für die Einweihungsfeierlichkeit gedacht, blieben jedoch bis heute bestehen.
Im Jahr 1928 wurde rückwirkend mit 1. Juli 1921 die Errichtung der „Pfarre Donaustadt“ genehmigt; die Kirche erhielt den Status einer Pfarrkirche. Pfarre Donaustadt deswegen, weil das Gebiet, in großen Zügen umgrenzt von der Donau, der Nordbahn und den neuen Albrechts- und Wilhelmskasernen, als neue Donaustadt bezeichnet wurde (nicht gleichzusetzen mit dem heutigen 22. Wiener Gemeindebezirk Donaustadt jenseits der Donau).

## Lage und Umgebung
Der Platz hieß zur Bauzeit Erzherzog-Karl-Platz, die benachbarte zweispurige, von der Straßenbahn mitbenützte Donaubrücke Kronprinz-Rudolph-Brücke. Die Kirche ist heute umgeben vom Mexikopark, einem Teil des Mexikoplatzes. Der vormalige Erzherzog Karl-Platz wurde 1956 in Mexikoplatz umbenannt. Ein Gedenkstein vor der Kirche trägt die erklärende Inschrift: Mexiko war im März 1938 das einzige Land, das vor dem Völkerbund offiziellen Protest gegen den gewaltsamen Anschluß Österreichs an das nationalsozialistische Deutsche Reich einlegte. Zum Gedenken an diesen Akt hat die Stadt Wien diesem Platz den Namen Mexiko-Platz verliehen.
Die Kirche ist mit der U-Bahn-Linie U1 von der Station Vorgartenstraße aus leicht zu erreichen; um sich ihr über die Brücke zu nähern, wählt man die Station Donauinsel.

## Architektur

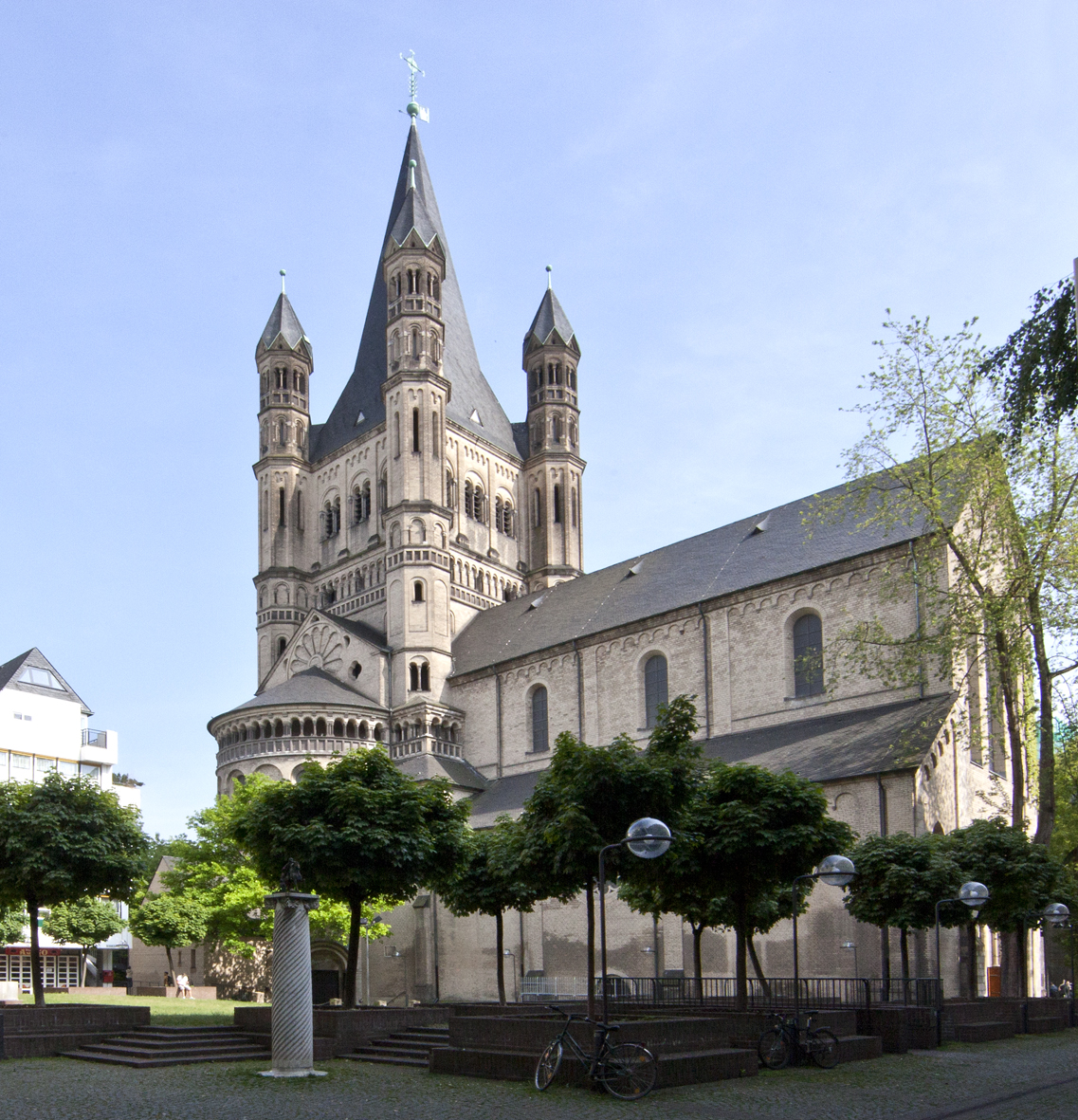
Kölner Kirche Groß St. Martin als architektonisches Vorbild der Franz-von-Assisi-Kirche

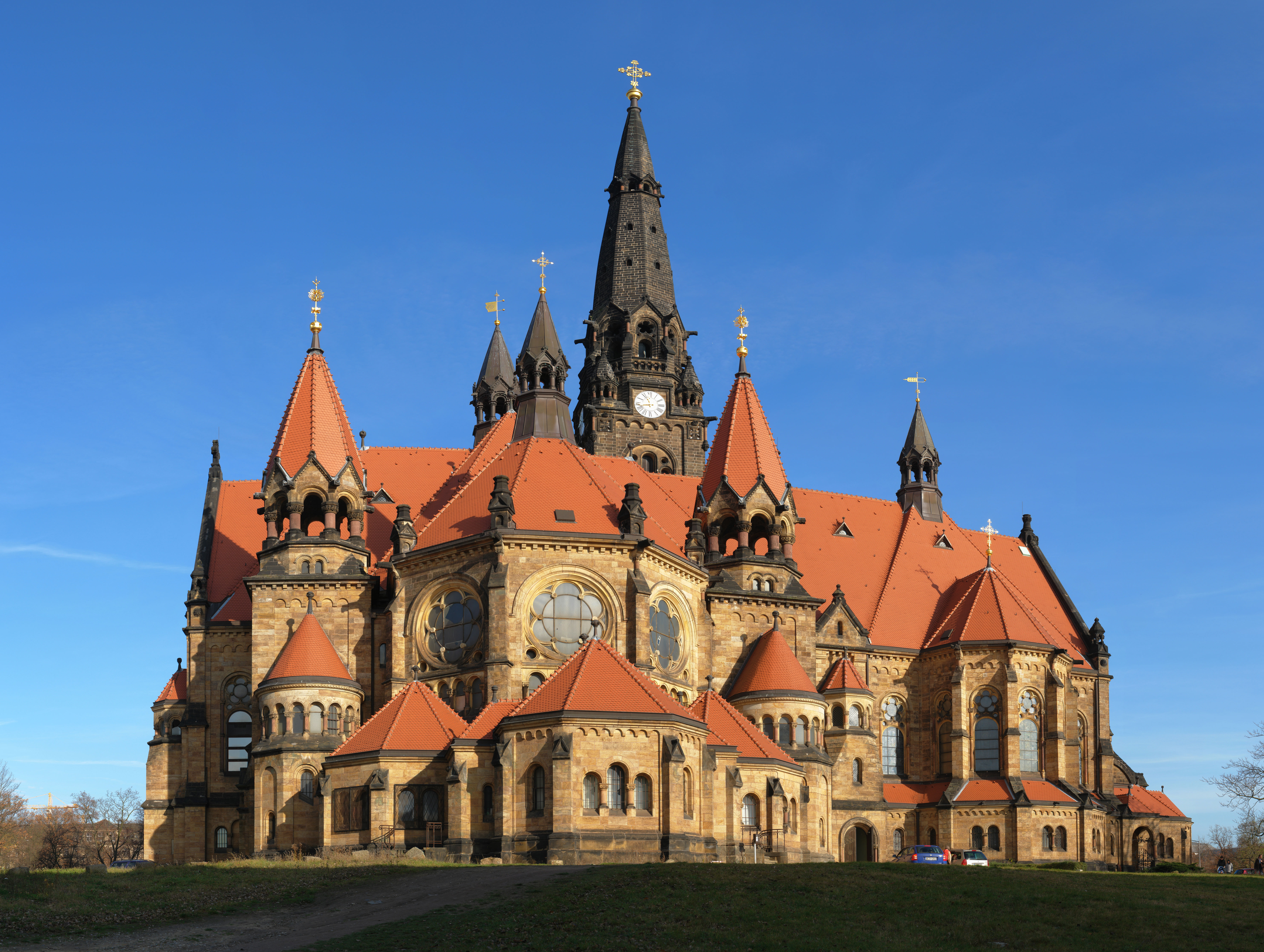
Südfassade der Garnisonkirche St. Martin in Dresden, errichtet 1893–1900

Der Kirchenbau entstand nach einem Wettbewerbsentwurf des Architekten Victor Luntz (1840–1903) im rheinisch-romanischen Stil; in der Gestaltung des Baukörpers und der Position am Fluss orientierte sich der Entwurf an der Kölner Kirche Groß St. Martin. Besonders augenfällig ist allerdings die Ähnlichkeit zur Garnisonkirche St. Martin in Dresden. Der vierjochige basilikale Backsteinbau wurde, da die Kirche auch – was später unterblieb – als Garnisonkirche dienen sollte, groß und massig angelegt, die drei massiven Türme sind mit roten Dachziegeln gedeckt und weithin sichtbar. In den Türmen erreicht die Kirche eine Gesamthöhe von 73 m, die Länge beträgt 76 m.

## Ausstattung
Der wuchtige neugotische Ziboriumsaltar stammt aus der Basilika Seckau. Er wurde 1964 bei der Neugestaltung des Altarraums entfernt und in die Kaiserjubiläumskirche überführt, wo bis dato ein 1912 für den Eucharistischen Kongress geschaffener provisorischer Altar aus Holz aufgestellt war. Am 4. Juli 1964 weihte Kardinal Franz König den ehemaligen Seckauer Baldachinaltar.
An der Innenseite der Westwand (genauer Südwestwand, weil die Kirche nicht genau geostet ist) der Seitenschiffe befinden sich zwei Bilder des italienischen Malers Ettore Gualdini aus Frosinone (1931–2010). Die beiden Werke (Öl auf Leinwand, jeweils 160 × 230 cm) wurden vom Trinitarier-Orden in Auftrag gegeben. Das im rechten Seitenschiff hat als Thema die Verkündigung, das im linken Seitenschiff stellt mit Bezug zur Elisabethkapelle (s. u.) die selige Elisabetta Canori Mora dar. Im Werkverzeichnis von Gualdini ist es beschrieben als: „Beata Isabel Canori Mora (1774–1825), moglie e madre di famiglia, terziaria trinitaria, martire dell’amore fedele nella vita matrimoniale, esponente massima della vita mistica“ (selige Isabel Canori Mora, 1774–1825, Ehefrau und Mutter, Tertiarierin des Trinitarier-Ordens, Märtyrerin treuer Liebe im Eheleben, größtes Vorbild eines mystischen Lebens).
An der linken Seitenwand des Chorraums befindet sich das Ölbild einer Schutzmantelmadonna (Öl auf Leinwand, 180 × 200 cm, 1985–2014) der Wiener Malerin Lotte Berger (geb. 1938).
Als Geläute goss Pfundner 1963 die Glocken dis1 fis1 gis1 zu der im Jahr 1912 von Karl Chiappani gegossenen h1 hinzu.

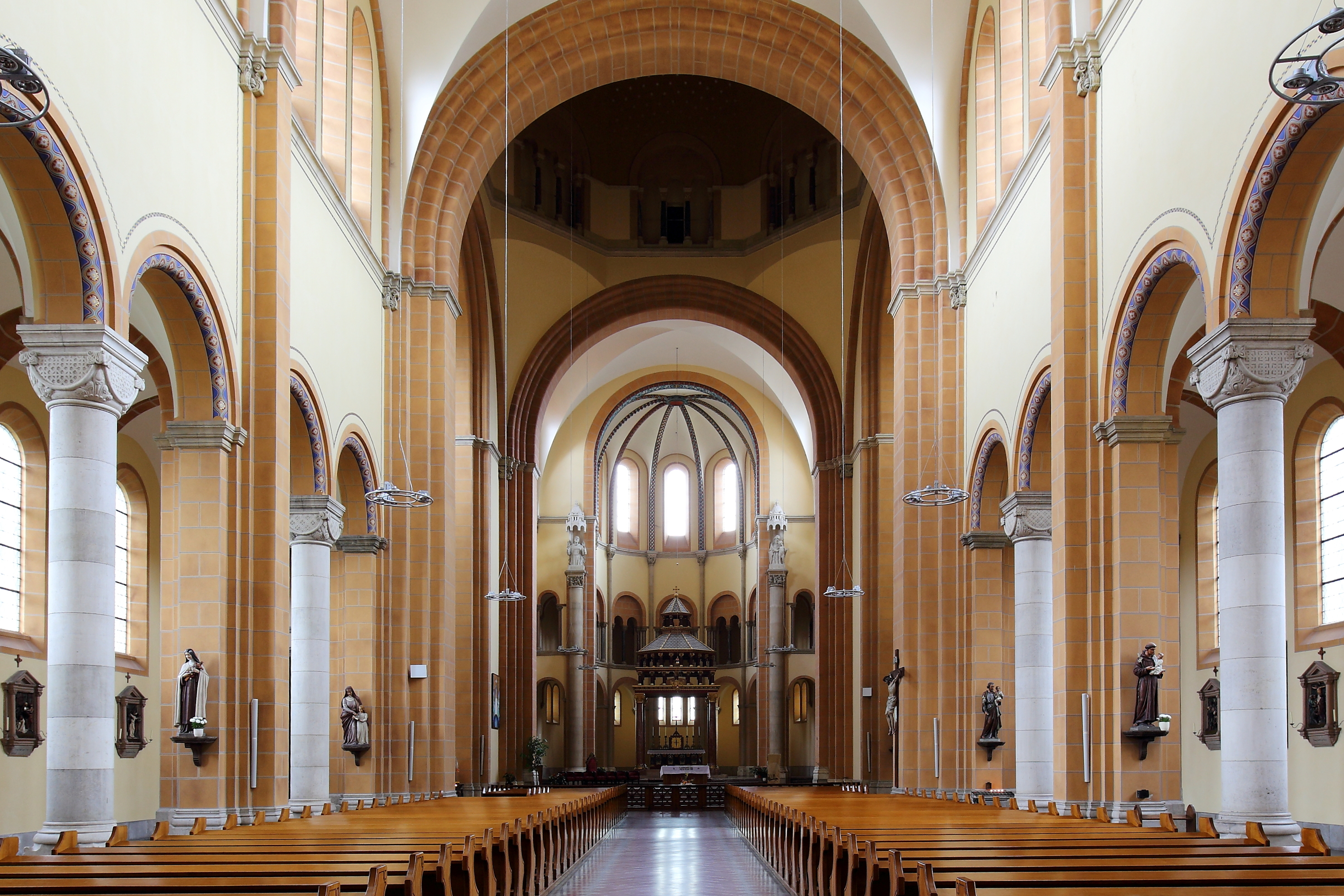
Innenansicht gegen Hochaltar
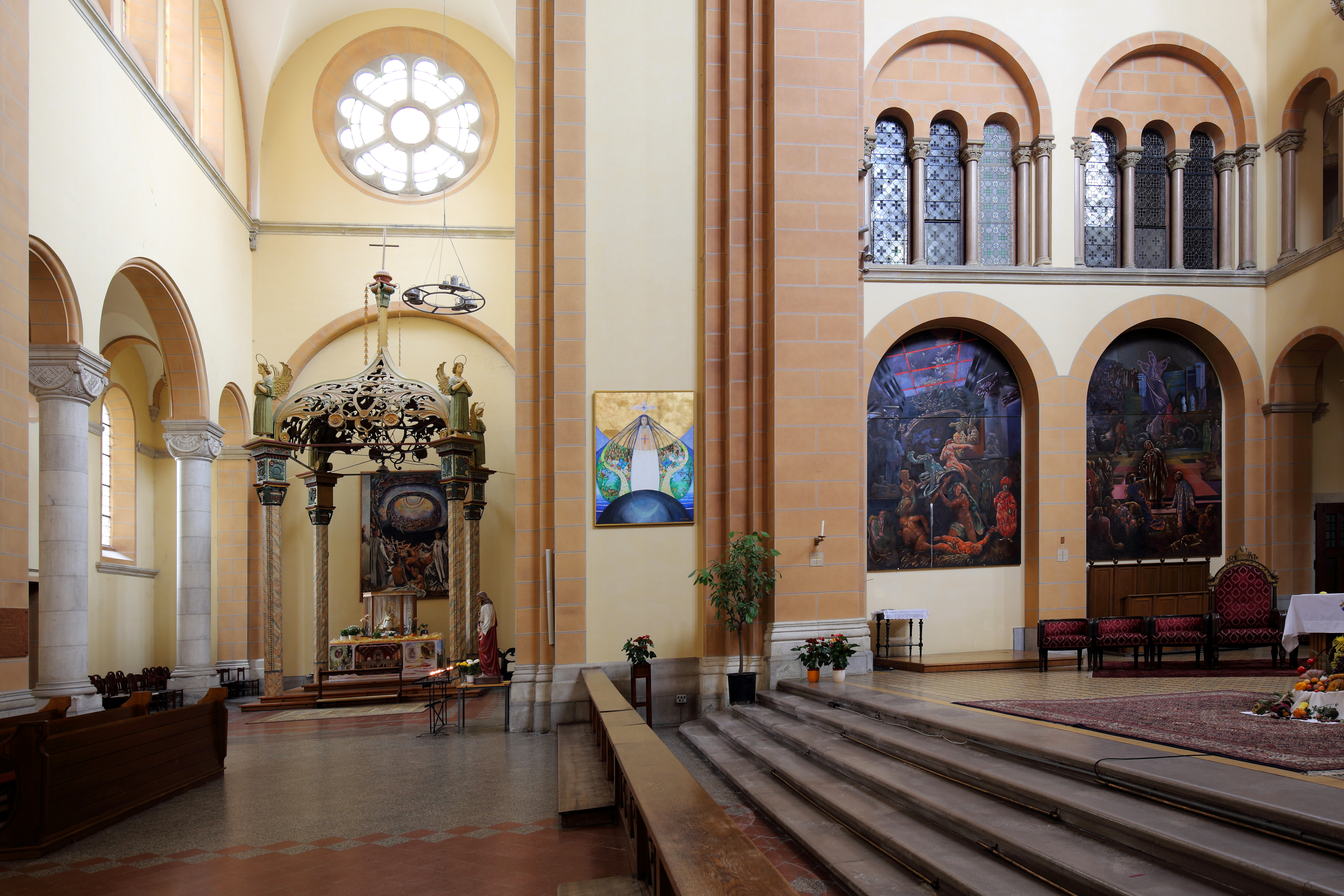
Querhaus und linke Chorwand mit der Schutzmantelmadonna von Lotte Berger
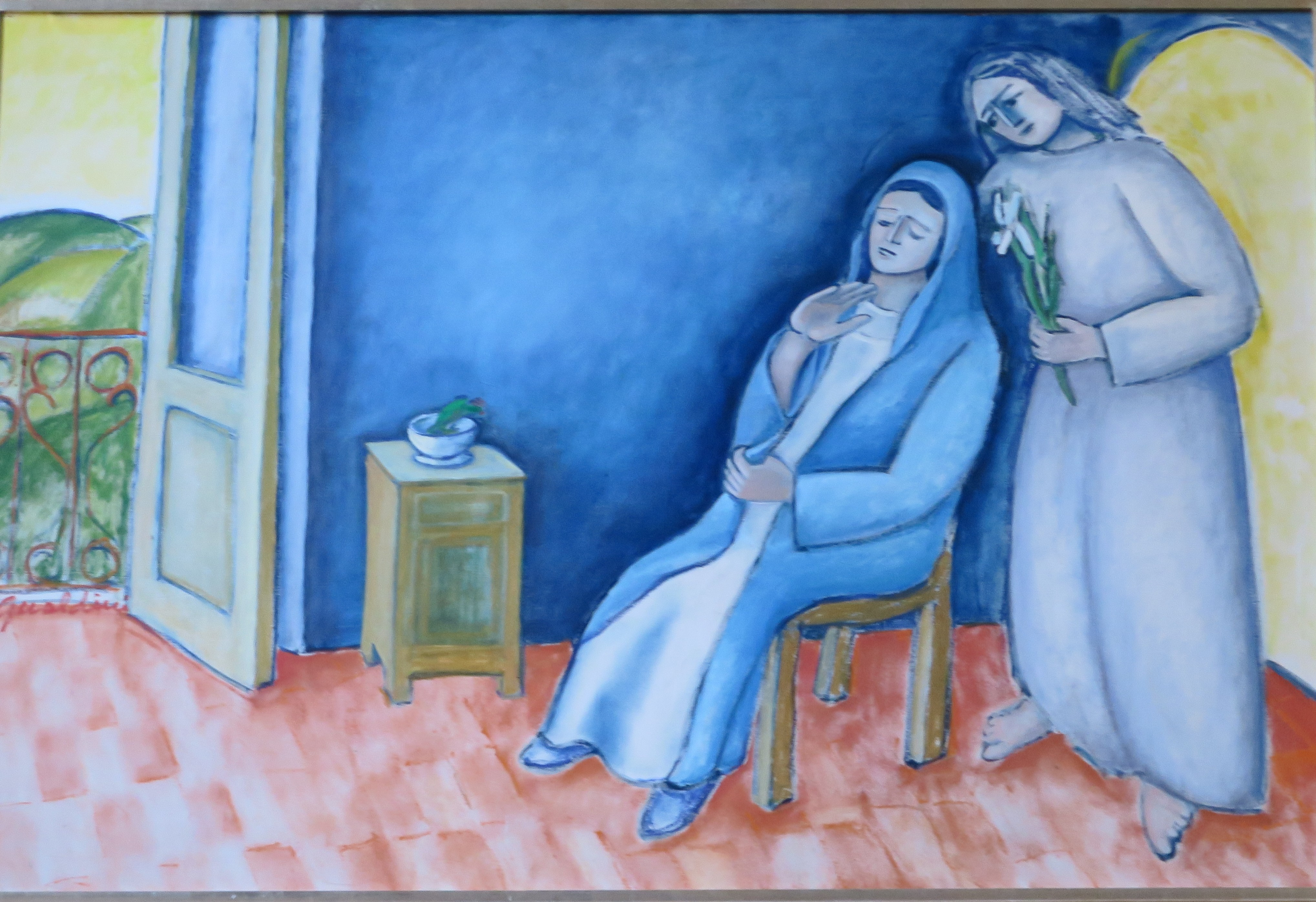
Ettore Gualdini: Annunciazione (rechtes Seitenschiff)
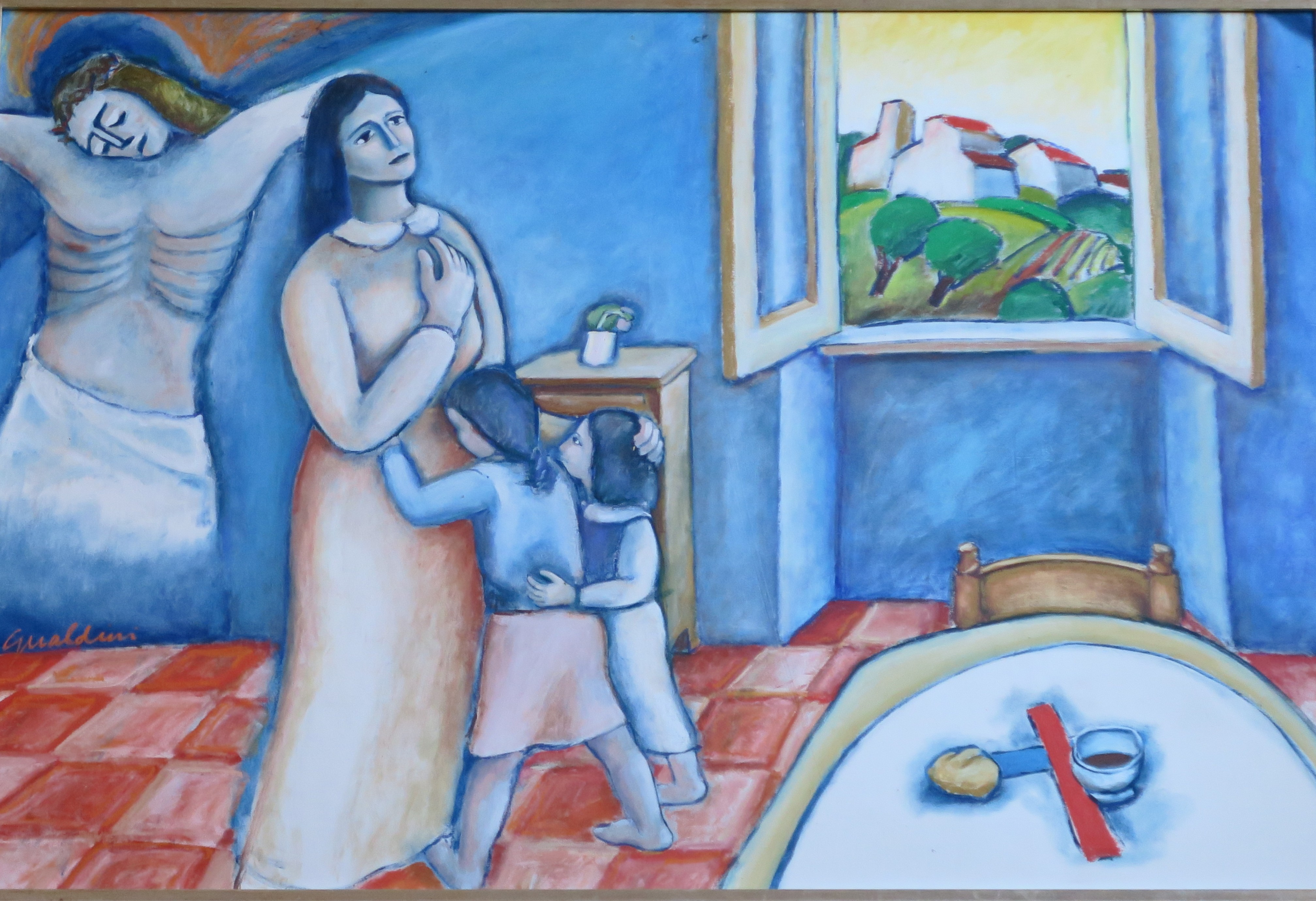
Ettore Gualdini: Die selige Isabel Canori Mora (linkes Seitenschiff)
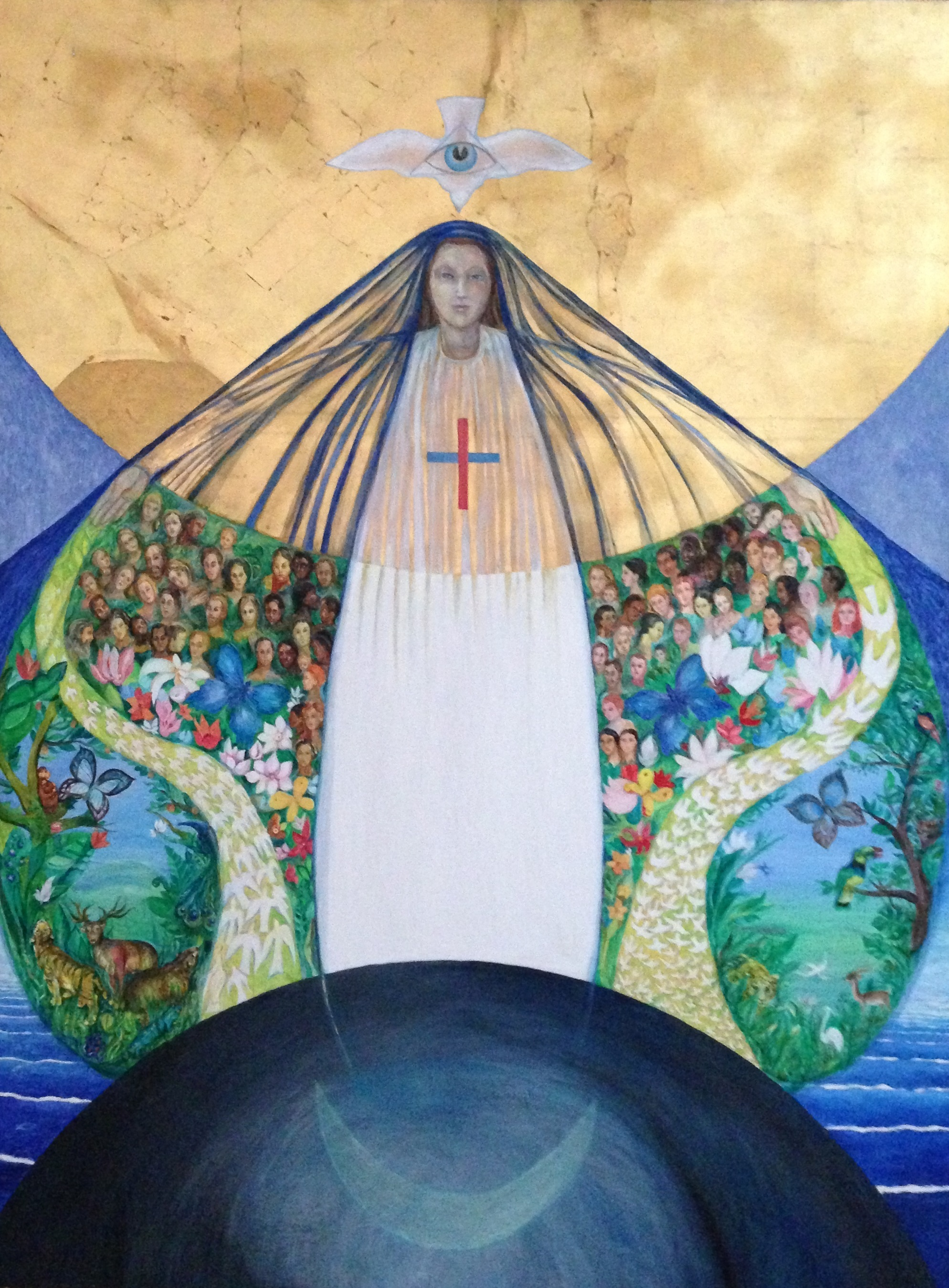
Lotte Berger-Maringer: Schutzmantelmadonna.

## Orgel

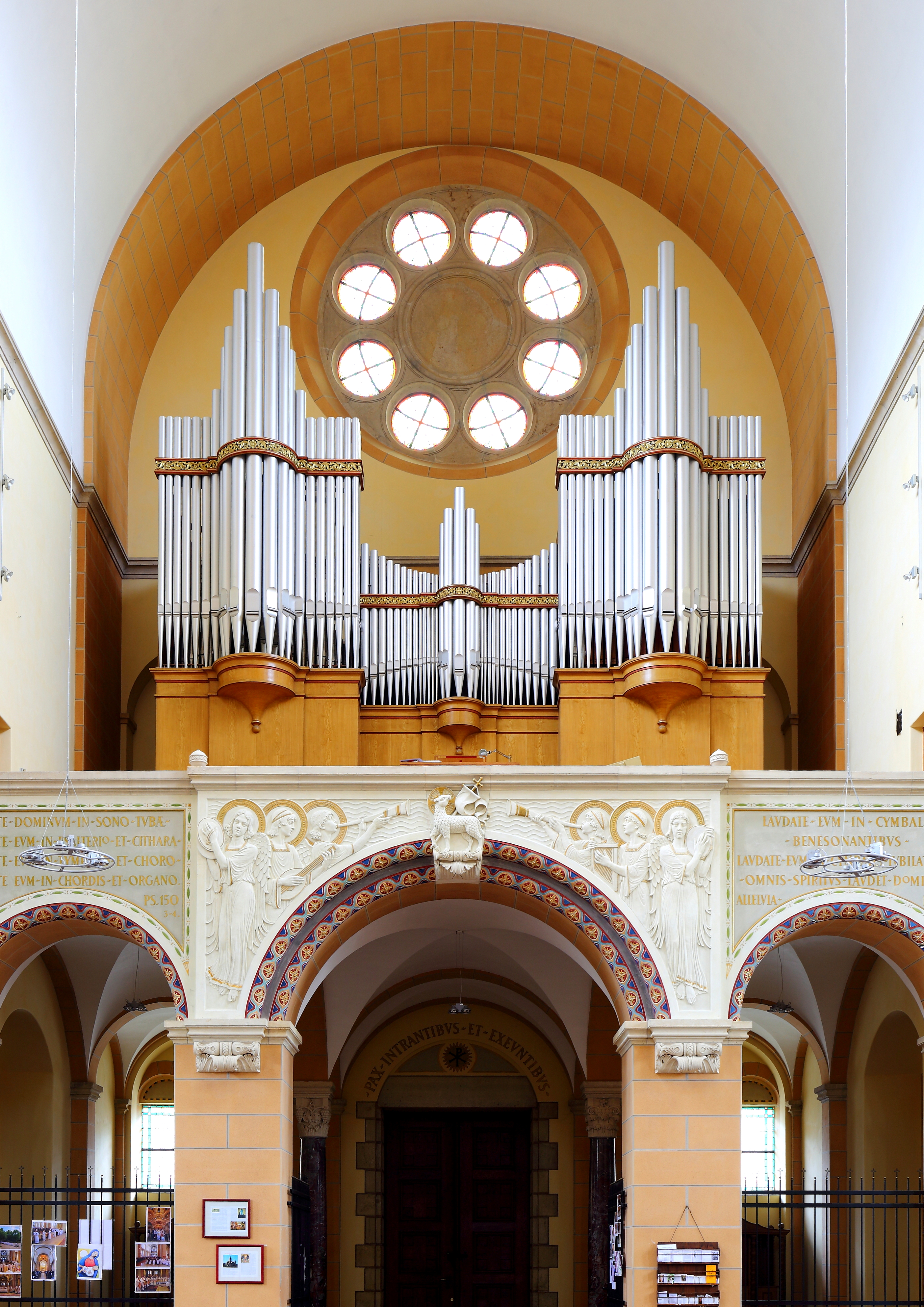
Die Gebrüder-Rieger-Orgel

Die Orgel wurde 1939/40 von den Orgelbaufirma Gebrüder Rieger gefertigt. Das Taschenladen-Instrument hat 56 Register und einen Spieltisch mit drei Manualen und Pedal. Die Spiel- und Registertraktur ist elektropneumatisch. Am 7. Juli 1940 wurde die Orgel von Kardinal Erzbischof Theodor Innitzer geweiht.
| I Hauptwerk C–g3 |       |
| Prinzipal        | 16′   |
| Prinzipal major  | 8′    |
| Hohlflöte        | 8′    |
| Gedacktpommer    | 8′    |
| Viola di Gamba   | 8′    |
| Oktave           | 4′    |
| Kupferflöte      | 4′    |
| Oktavin          | 2′    |
| Nachthorn        | 2′    |
| Quinte           | 2 ⁄3′ |
| Groß-Mixtur VII  |       |
| Mixtur IV        |       |
| Bombarde         | 16′   |
| Tuba             | 8′    |

| II Positiv C–g3 |       |
| Liebl.Gedackt   | 16′   |
| Prinzipal       | 8′    |
| Rohrflöte       | 8′    |
| Salicional      | 8′    |
| Kl. Prinzipal   | 4′    |
| Gemshorn        | 4′    |
| Blockflöte      | 2′    |
| Schwiegel       | 1′    |
| Sesquialtera II | 2 ⁄3′ |
| Scharff V       |       |
| Dulcian         | 16′   |
| Krummhorn       | 8′    |
| Regal           | 4′    |
| Tremolo         |       |

| III Schwellwerk C–g3 |        |
| Harfenprinzipal      | 8′     |
| Zartflöte            | 8′     |
| Schwebung II         | 8′     |
| Rohrquintade         | 4′     |
| Querflöte            | 4′     |
| Prinzipal            | 2′     |
| Flautino             | 1′     |
| Nassat               | 2 ⁄3′  |
| Terzflöte            | 1 3⁄5′ |
| Kleinquinte          | 1 ⁄3′  |
| Septime              | 1 ⁄7′  |
| Terz-Zimbel III      |        |
| Trompete             | 8′     |
| Vox humana           | 8′     |
| Tremolo              |        |

| Pedalwerk C–f1 |     |  |
| Untersatz      | 32′ |  |
| Prinzipalbass  | 16′ |  |
| Subbass        | 16′ |  |
| Zartbass       | 16′ |  |
| Oktavbass      | 8′  |  |
| Gedacktbass    | 8′  |  |
| Choralbass     | 4′  |  |
| Nachthorn      | 2′  |  |
| Hintersatz VI  |     |  |
| Posaune        | 16′ |  |
| Dulzian        | 16′ |  |
| Basstrompete   | 8′  |  |
| Krummhorn      | 8′  |  |
| Klarine        | 4′  |  |
| Regal          | 2′  |  |

## Elisabethkapelle

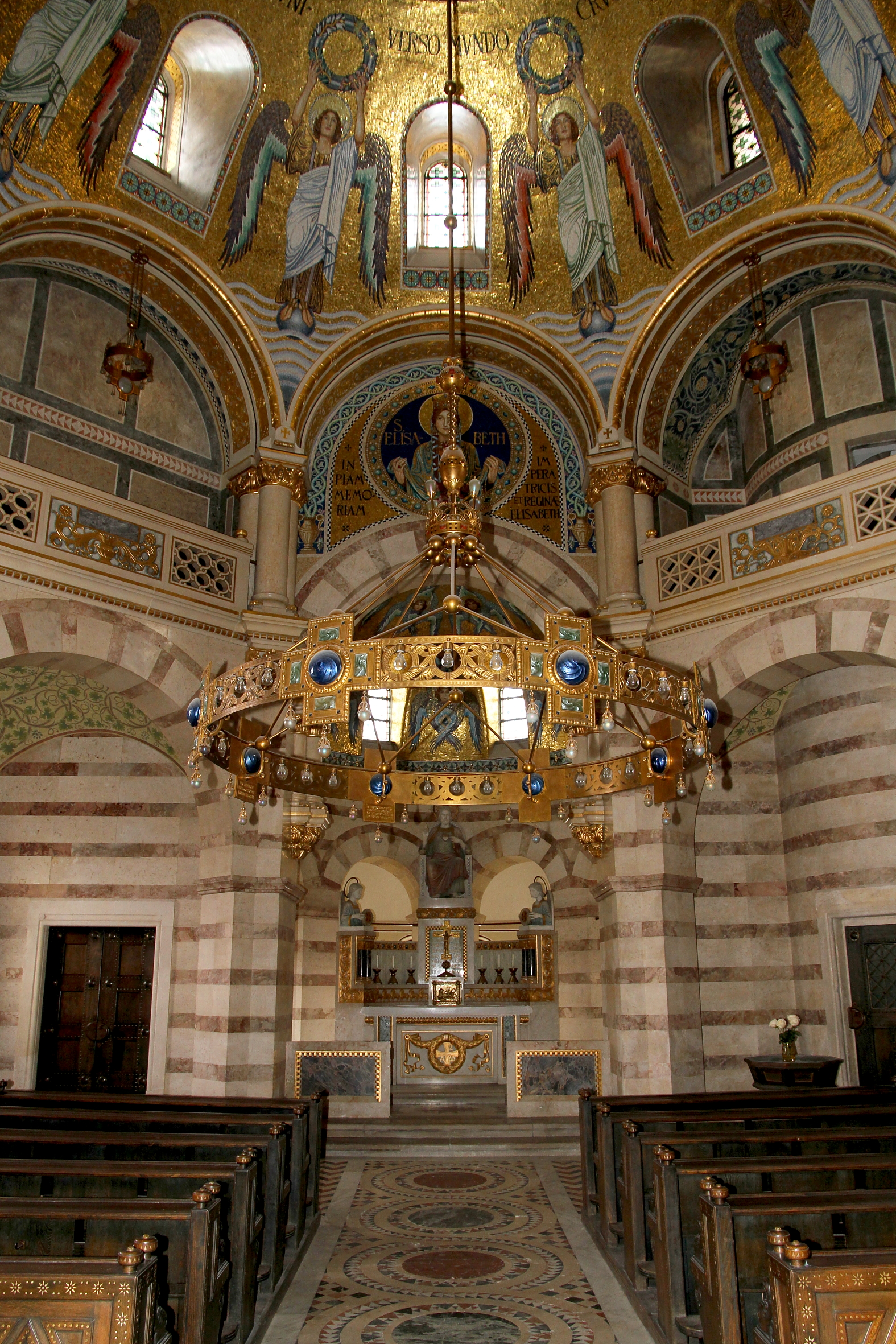
Die im Jugendstil ausgestattete Elisabethkapelle

Die Kaiserin-Elisabeth-Gedächtniskapelle, in der Architektur neoromanisch, in der Ausschmückung (der sezessionistische Altar, die Mosaiken, das Eingangsgitter) eines der bedeutenden Jugendstil-Denkmäler Wiens, wurde an das linke Querhaus der Kirche neben dem Chor angebaut. Sie ist 13,5 Meter hoch und hat einen Durchmesser von rund zehn Metern. Das Kapellen-Oktogon ist der Pfalzkapelle im Aachener Dom nachempfunden.
Nachdem 1898, im Jahr des Baubeginns der Kirche, der italienische Anarchist Luigi Lucheni Elisabeth, die Gattin von Kaiser Franz Joseph I., in Genf ermordet hatte, entstand der Plan, zu ihrem Gedenken eine reichgeschmückte Kapelle an das Querhaus der Kirche anzubauen. Der Bau wurde aus separaten Spenden für das Rote Kreuz finanziert, dessen erste Protektorin Elisabeth gewesen war. Die Initiative zum Bau ging von ihrer Nachfolgerin in dieser Funktion aus, der Erzherzogin Maria Theresia.
Das unerwartet hohe Spendenaufkommen von 348.348 Kronen erlaubte, die Kapelle statt mit Freskogemälden mit Mosaiken auszuschmücken und die Wandverkleidung anstatt in Stuck in Marmor auszuführen. Die Mosaikentwürfe stammen von Carl Ederer. In der Wölbung der Altarapsis befindet sich ein großes Mosaik der heiligen Elisabeth von Thüringen.
Die Kapelle wurde 1907 fertiggestellt und am 10. Juni 1908 feierlich geweiht. Kaiser Franz Josef I. besichtigte aus Anlass der Kirchweihe am 2. November 1913 erstmals die Gedächtniskapelle, wo ihm Theodor Charlemont (1859–1938), Schöpfer des Reliefs von Kaiserin Elisabeth, sowie Franz Seifert (1866–1951), Bildhauer der Herz-Jesu-Statue, vorgestellt wurden.

## Kirchliches Leben
Die Kirche wird seit 1917 vom Trinitarier-Orden betreut. Seit damals ist sie auch Pfarrkirche. Pfarrer waren unter anderem Pater Franz Weigand und Pater Alfred Zaininger. Ab den 1990er Jahren wurde die Pfarre von Pater Mario Maggi geleitet und seit den 2010er Jahren hat Pater mgr Tomasz Domysiewicz OSST die Leitung inne.

## Bildergalerie

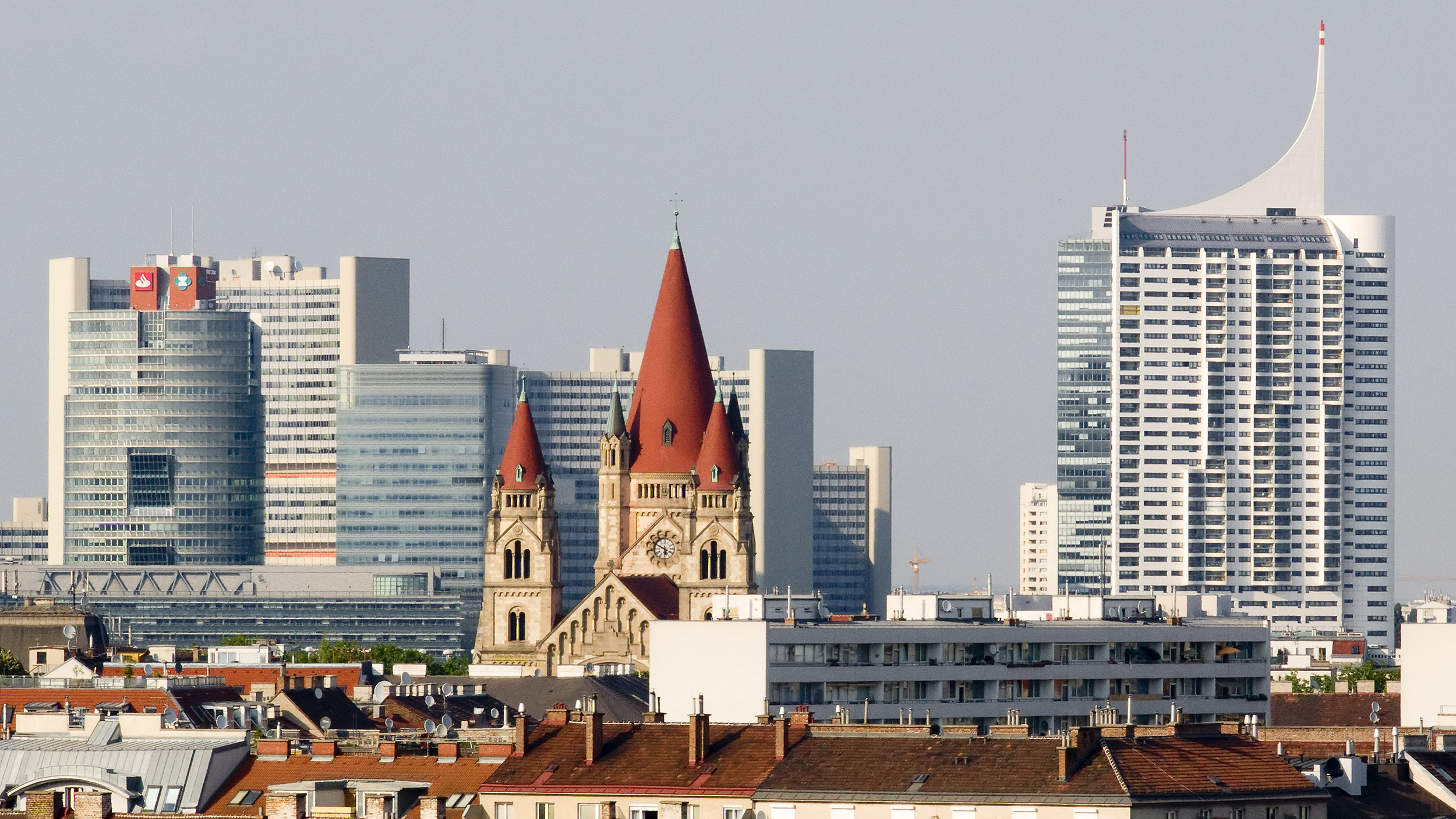
Die Kirche von Süden vor den Hochbauten in Kaisermühlen
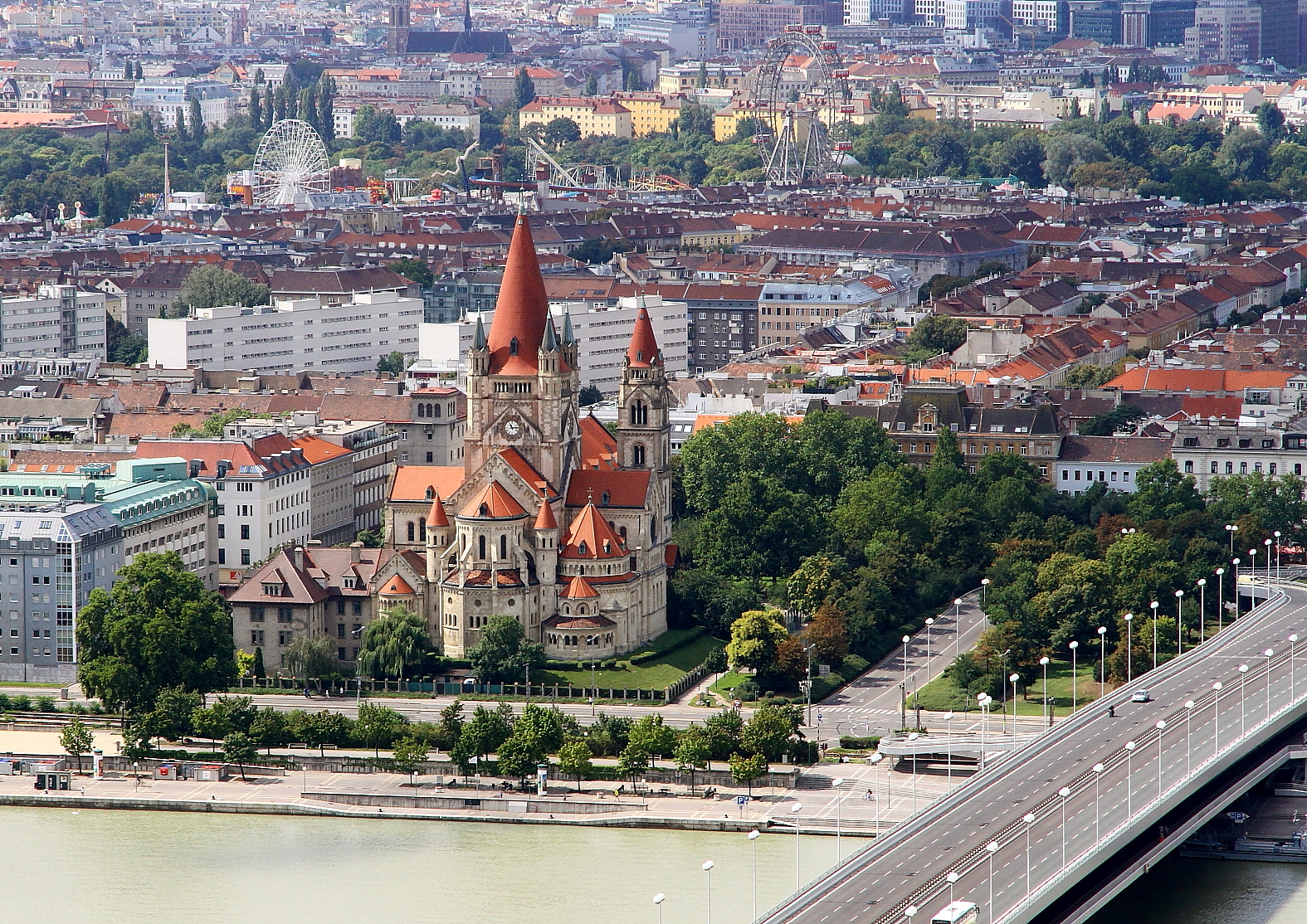
Kirche mit Mexikoplatz vom linken Donauufer (DC Tower) aus gesehen
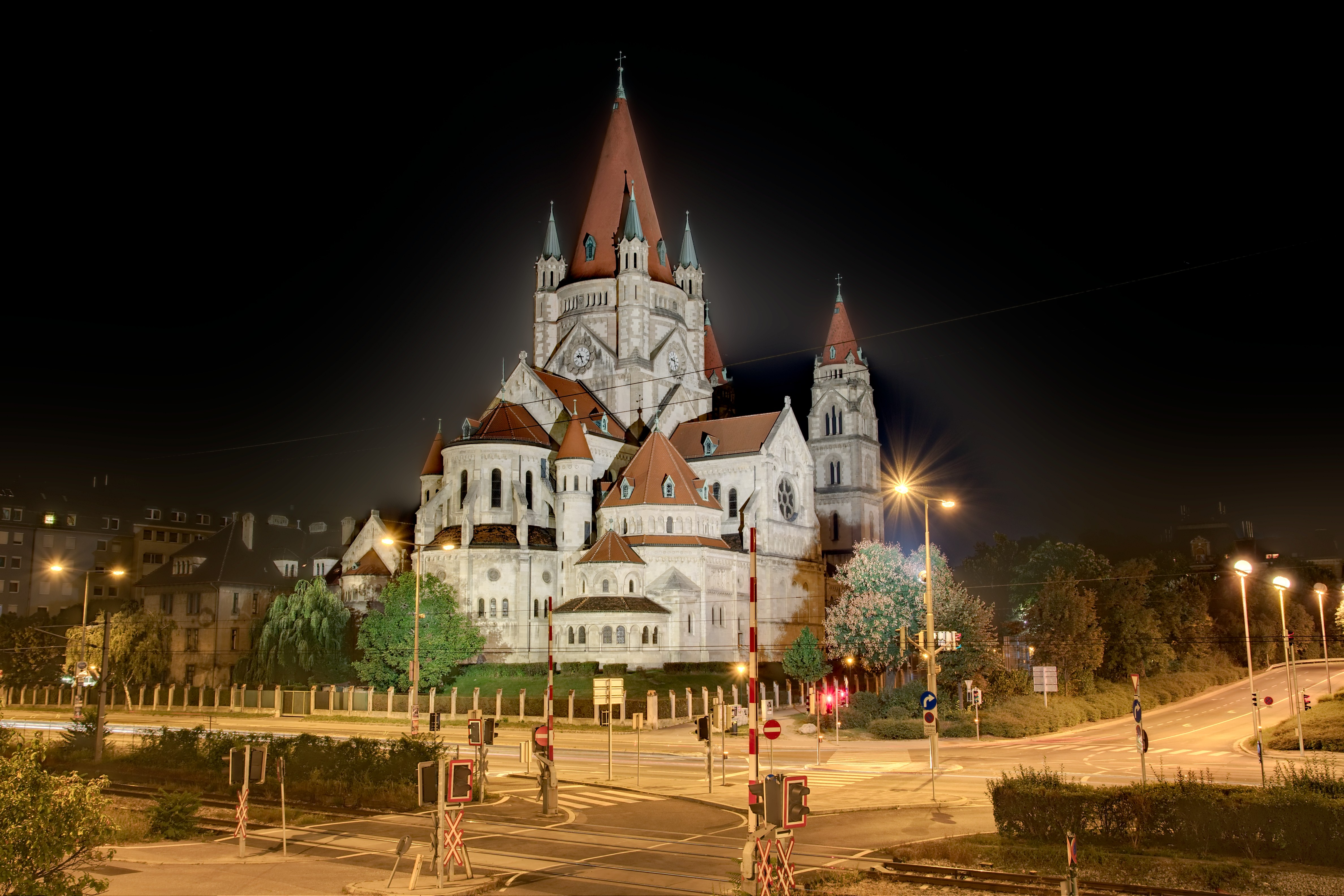
Die Franz-von-Assisi-Kirche bei Nacht von der Reichsbrücke aus gesehen
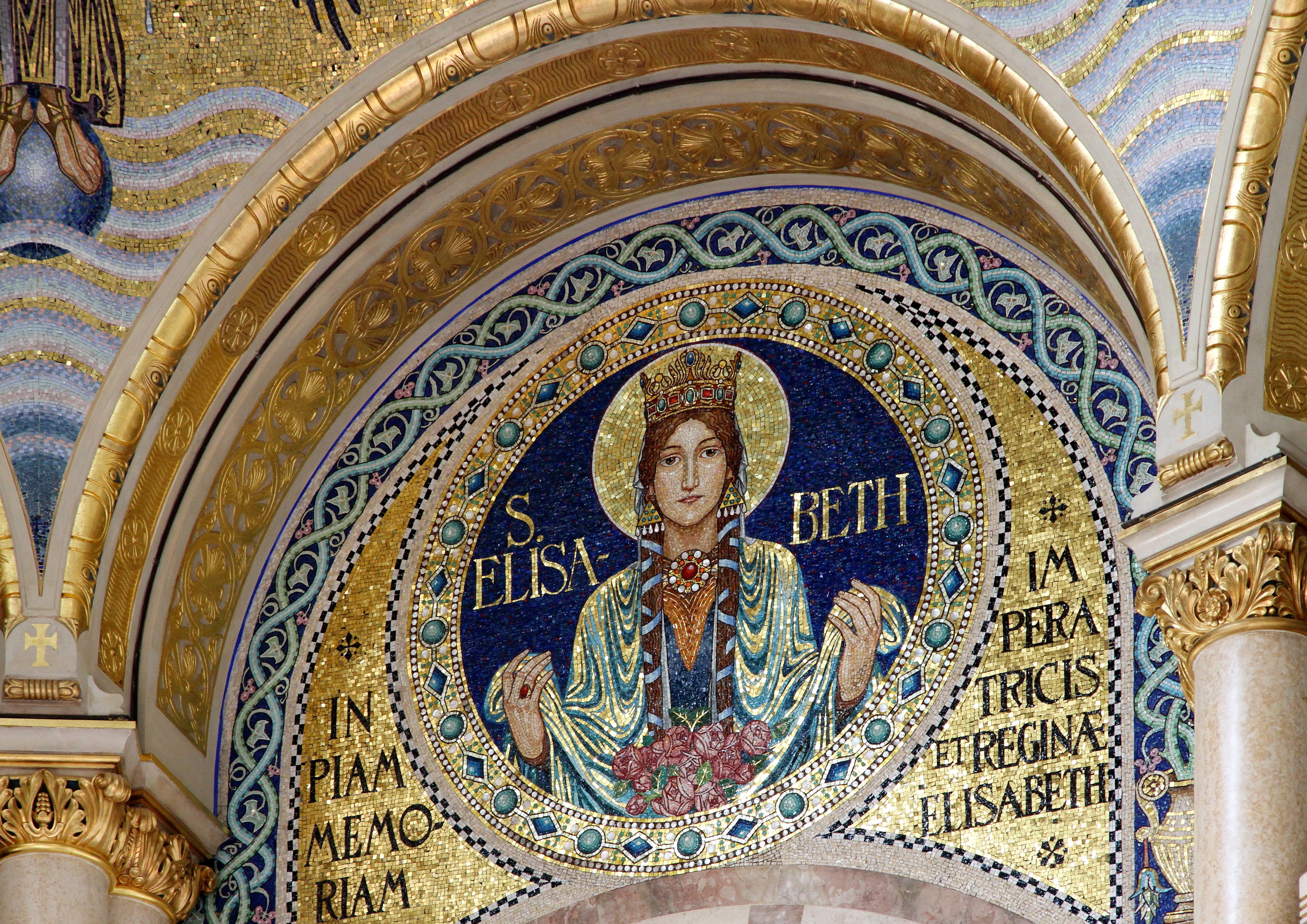
Mosaikbildnis der Elisabeth von Thüringen in der Elisabethkapelle